# Prodasineura gracillima
Prodasineura gracillima – gatunek ważki z rodziny pióronogowatych (Platycnemididae). Znany tylko z okazów typowych odłowionych w nieokreślonej lokalizacji na Celebesie.